# Zselickislak
Zselickislak is een plaats (község) en gemeente in het Hongaarse comitaat Somogy. Zselickislak telt 336 inwoners (2001).